# Antonios Georgantas
Antonios Georgantas (en griego: Αντώνιος Γεωργαντάς; 1799 - 15 de enero de 1884) fue un general de División griego y revolucionario de la guerra de Independencia de Grecia.

## Biografía
Nació en Lebadea en marzo de 1799. Con el inicio de la guerra de Independencia de Grecia, se presentó voluntario y sirvió como ayudante de Odysseas Androutsos y secretario de Georgios Karaiskakis. Luchó en las batallas de Falero, Petra, Caristo, Dístomo, donde se distinguió, y como resultado se le asignaron varias misiones como jefe.
Más tarde dimitió de su cargo, pues dijo que había otros jefes que eran igualmente dignos del rango, y que sólo el rango de soldado era suficiente honor para él.
Cuando en 1835 se creó la Falange real, en la que se clasificaba a los combatientes «honorables» de la revolución, fue distinguido como coronel de la falange. A partir de 1836 comenzó su carrera política, llegando a ser alcalde de su Lebadea natal, y más tarde presidente del consejo provincial. Asumió un papel importante en la revolución del 3 de septiembre de 1843 y en las elecciones que siguieron fue elegido diputado de Lebadea en la Primera Asamblea Nacional de 1843. Fue elegido de nuevo miembro del consejo de Lebadea en las elecciones de 1847 y durante el gabinete de Antonios Kriezis fue elegido Presidente del Parlamento griego el 21 de diciembre de 1849. Permaneció en el cargo hasta el 27 de julio de 1850. Fue reelegido de nuevo en las elecciones de 1850, pero también en los años 1859-1862 y 1872-1874. En 1860 fue nombrado miembro del Senado griego, donde permaneció hasta su abolición en 1864. En 1861 fue nombrado prefecto de Lebadea.
Murió en Atenas el 15 de enero de 1884.